# Dimorphanthera obtusifolia
Dimorphanthera obtusifolia är en ljungväxtart som beskrevs av Herman Otto Sleumer. Dimorphanthera obtusifolia ingår i släktet Dimorphanthera och familjen ljungväxter. Inga underarter finns listade i Catalogue of Life.